# Halen (Belgique)
Halen, également écrit Haelen, est une ville néerlandophone de Belgique située en Région flamande dans la province de Limbourg.
Au 1er janvier 2025, la population de cette commune est de 9 490 habitants.

## Localités et sections de la commune
| # | Section    | Superf. (km²) | Habitants (2020) | Habitants par km² | Code INS |
| - | ---------- | ------------- | ---------------- | ----------------- | -------- |
| 1 | Halen      | 22,21         | 5.173            | 233               | 71020A   |
| 2 | Loksbergen | 3,92          | 1.380            | 352               | 71020A1  |
| 3 | Zelem      | 10,46         | 2.932            | 280               | 71020B   |

## Histoire
Le 12 août 1914 eut lieu à Halen un affrontement de cavalerie entre les troupes belges et allemandes. Cette victoire belge est entrée dans l'histoire sous le nom de Bataille des casques d'argent.

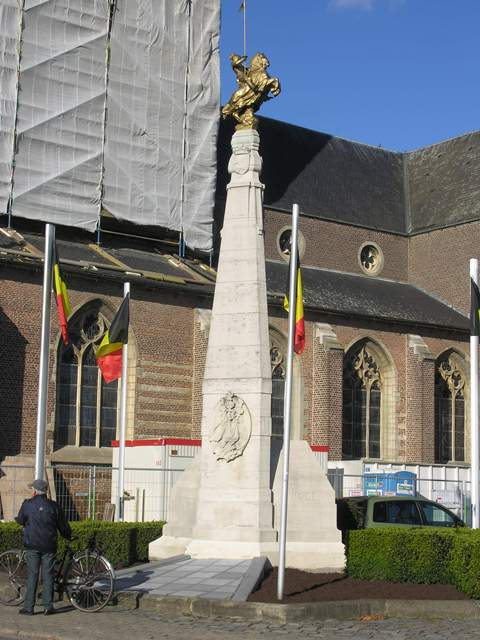
Le Mémorial de la Bataille des casques d'argent.

## Héraldique
|  | La commune possède des armoiries qui lui ont été octroyées le 18 mars 1869 et de nouvelles armoiries le 6 juin 1989. Les armoiries originelles de Halen montraient un aigle à deux têtes comme on peut le voir sur les sceaux de la ville utilisé du XIIIe siècle au début du XVIIe siècle. Blasonnement : Parti : en 1 d'argent à un demi-aigle de sable, en 2. d'or à deux barres transversales de sable et un ourlet en bloc d'argent et de gueules. (Traduction libre) - Délibération communale : 6 juin 1989 - Arrêté de l'exécutif de la communauté : 8 novembre 1989 Source du blasonnement : Heraldy of the World. |

## Démographie

### Évolution démographique: Avant la fusion des communes
- Source: DGS recensements population
- 1866:Séparation des hameaux de Loksbergen, Blekkum, Hontsum, Klein Frankrijk et Rijnrode en formant la nouvelle commune de Loksbergen

### Évolution démographique de la commune fusionnée
Graphe de l'évolution de la population de la commune. Les données ci-après intègrent les anciennes communes dans les données avant la fusion en 1977.
- Source : DGS - Remarque: 1831 jusqu'à 1981=recensement; depuis 1990=nombre d'habitants chaque 1er janvier[4]